# Sơn ca Calandra
Sơn ca Calandra (Melanocorypha calandra) hoặc sơn ca Calandra châu Âu sinh sản ở các nước ôn đới ấm áp quanh Địa Trung Hải và về phía đông qua Thổ Nhĩ Kỳ vào miền bắc Iran và miền nam nước Nga. Nó được thay thế xa hơn về phía đông bởi họ hàng của nó, sơn ca hai đốm.

## Phân loại học và hệ thống học
Sơn ca Calandra ban đầu được đặt trong chi Alauda. Tên chi hiện tại, Melanocorypha là từ tiếng Hy Lạp cổ đại melas, "đen", và koruphos là một thuật ngữ được các nhà văn cổ đại sử dụng cho một loài chim hiện chưa được biết đến, nhưng ở đây bị nhầm lẫn với korudos, "sơn ca". "Calandra" cuối cùng bắt nguồn từ kalandros tên tiếng Hy Lạp cổ đại cho loài chim này. Sơn ca hai đốm đôi khi cũng được gọi là sơn ca Calandra.

### Các phân loài
Bốn phân loài được công nhận:
- Sơn ca Calandra phương Tây (M. c. calandra) - (Linnaeus, 1766): Tìm thấy ở miền nam châu Âu và tây bắc châu Phi đến Thổ Nhĩ Kỳ (ngoại trừ nam trung tâm và đông nam Thổ Nhĩ Kỳ), ngoại Kavkaz và tây bắc Iran
- Sơn ca Calandra phương Đông (M. c. psammochroa) - Hartert, 1904: Được tìm thấy từ miền bắc Iraq và miền bắc Iran đến Turkmenistan và Kazakhstan
- M. c. gaza - Meinertzhagen, R, 1919: Ban đầu được mô tả là một phân loài của sơn ca hai đốm. Được tìm thấy từ đông Syria và đông nam Thổ Nhĩ Kỳ đến tây nam Iran
- Sơn ca Calandra Levant (M. c. hebraica) - Meinertzhagen, R, 1920: Được tìm thấy từ trung tâm nam Thổ Nhĩ Kỳ và tây bắc Syria đến Israel và tây Jordan

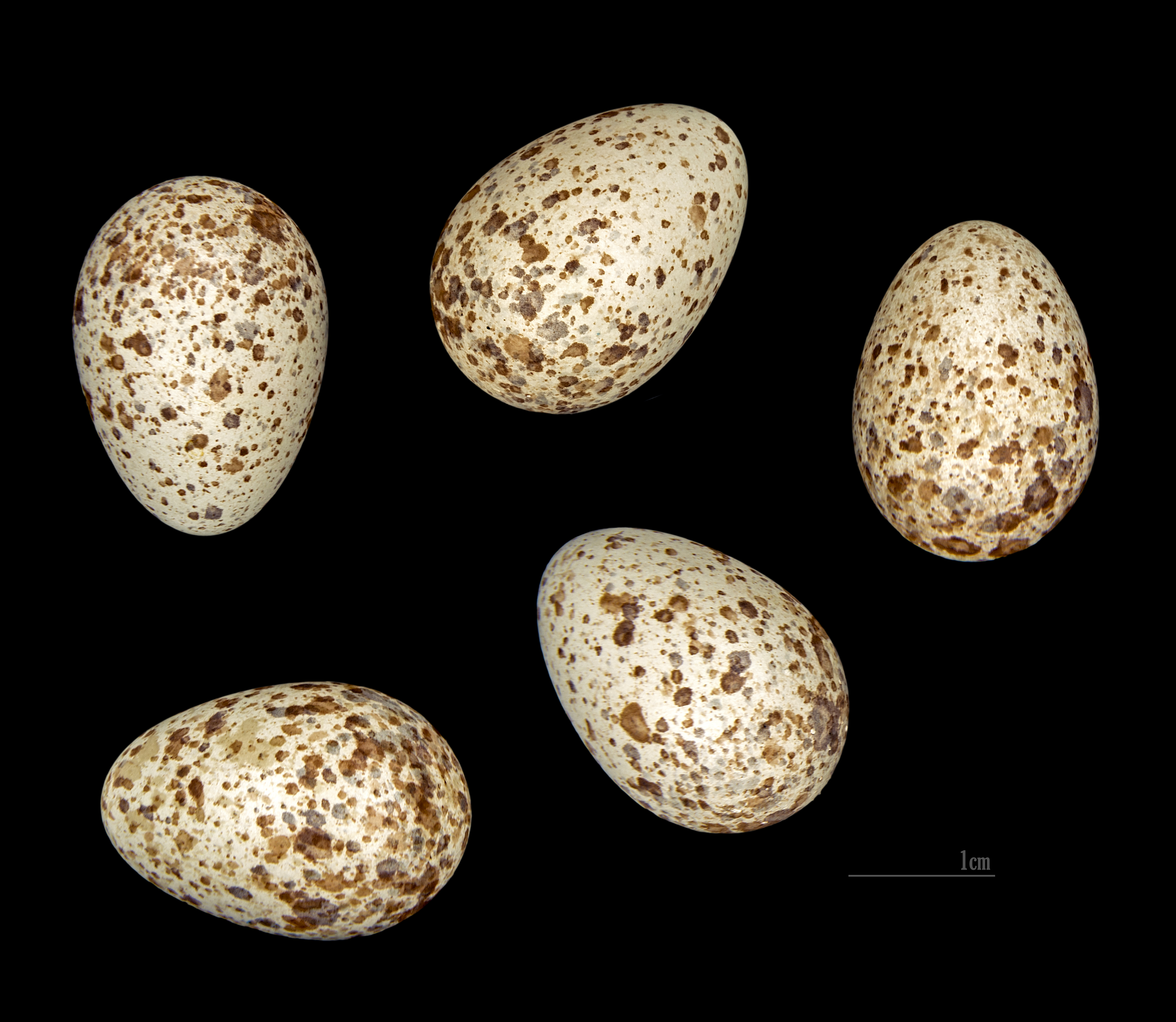
Trứng của Melanocorypha calandra

## Mô tả
Đây là một loài chim sơn ca to khỏe, dài 17,5–20 cm. Nó là một loài trông không có gì nổi bật trên mặt đất, chủ yếu là màu nâu xám ở trên và màu trắng ở dưới, và có những mảng đen lớn ở hai bên ngực. Nó có một supercilium màu trắng.
Khi bay, nó cho thấy đôi cánh ngắn rộng, bên dưới có màu sẫm và một chiếc đuôi ngắn viền trắng. Các mẫu cánh và đuôi là điểm khác biệt với các họ hàng khác của nó.
Bài hát giống như một phiên bản chậm hơn của sơn ca trời.

## Phân bố và sinh cảnh
Nó chủ yếu cư trú ở phía tây của phạm vi của nó, nhưng quần thể của loài chim sẻ này ở Nga di cư nhiều hơn, di chuyển xa hơn về phía nam vào mùa đông, đến tận bán đảo Ả Rập và Ai Cập. Nó là một loài rất hiếm khi di cư đến Tây Âu.
Đây là loài chim canh tác mở và thảo nguyên. Tổ của nó nằm trên mặt đất, với 4-5 quả trứng được đẻ. Thức ăn là hạt được bổ sung cùng với côn trùng vào mùa sinh sản. Nó có tính chất hòa đồng ngoài mùa sinh sản.

## Hành vi và sinh thái
Loài này chiếm giữ các vùng đồng bằng rộng mở, từ thảo nguyên và đồng cỏ đến trồng trọt ngũ cốc khô rộng rãi và thảo nguyên thực sự với lớp phủ cỏ dày đặc. Trong lưu vực Địa Trung Hải, nó chủ yếu được tìm thấy trong đồng cỏ khô và canh tác khô. Trong các khu vực canh tác, nó thích các loại cây bỏ hoang, lâu năm và các bờ ruộng và ở một mức độ thấp hơn là các ruộng gieo hạt, chọn các loại cây họ đậu và ruộng lúa mạch. Loài này sống một vợ một chồng và đẻ trứng từ đầu tháng tư đến tháng bảy. Tổ được làm từ thân cỏ và lá nhỏ, lót bằng vật liệu mềm hơn và xây ở một chỗ lõm nông trên mặt đất, thường nằm dưới một chiếc ngà. Ly kỳ thường có từ ba đến sáu trứng (de Juana và Suárez 2004). Chế độ ăn của nó theo mùa, chủ yếu ăn côn trùng vào mùa hè và hạt và chồi cỏ vào mùa đông. Các quần thể Địa Trung Hải là nơi cư trú, tạo thành những đàn lớn vào mùa thu và mùa đông (Snow và Perrins 1998, de Juana và Suárez 2004). Các quần thể phía đông di cư hoặc di cư một phần (de Juana và Suárez 2004).
Ký sinh trùng của chim sơn ca bao gồm loài chấy nhai Ricinus vaderi, được mô tả từ các mẫu vật thu thập được ở Azerbaijan.

## Trong văn hóa
Tiếng hót của nó được xem là hay đối với tai người đến nỗi sơn ca Calandra trước đây là một loài chim lồng phổ biến trong phạm vi của nó. Ví dụ, nó được đề cập trong câu tục ngữ Tuscan "Canta come una calandra", anh ấy hoặc cô ấy hát hay như một con chim sơn ca, và bản ballad Tây Ban Nha "Romance del prisionero", nơi bài hát của nó là cách duy nhất để tù nhân biết khi nào ngày tàn.